# André Lourenço e Silva
André Lourenço e Silva (ur. 2 kwietnia 1976 w Lizbonie) – portugalski polityk i inżynier, deputowany do Zgromadzenia Republiki, lider ekologicznego ugrupowania Pessoas-Animais-Natureza.

## Życiorys
Urodził się w lizbońskiej parafii São Cristóvão e São Lourenço. Ukończył studia z zakresu inżynierii lądowej w ISEC, wchodzącym w skład Instituto Politécnico de Coimbra. Pracował jako inżynier, w 2012 opublikował książkę Conservação e Valorização do Património. Os Embrechados do Paço das Alcáçovas.
Również w 2012 dołączył do partii Pessoas-Animais-Natureza, koncentrującej się na ochronie praw zwierząt. Został wkrótce jej rzecznikiem i tym samym faktycznym liderem tej formacji. W wyborach w 2015 jako jedyny jej przedstawiciel został wybrany na posła do Zgromadzenia Republiki. W 2019 jego ugrupowanie zwiększyło swoją reprezentację w parlamencie do czterech miejsc, a André Lourenço e Silva z powodzeniem ubiegał się o reelekcję. W marcu 2021 ogłosił odejście z parlamentu i ze stanowiska partyjnego; zakończył pełnienie tych funkcji w tym samym roku.